# Pedro Rino y Hurtado
Pedro Rino y Hurtado (Villa del Rey, 1808-Barcelona, 1882) fue un homeópata español.

## Biografía
Nació el 8 de junio de 1808 en la localidad cacereña de Villa del Rey. Doctor en Medicina, fue autor de numerosas obras dedicadas a la defensa de la homeopatía. Desde 1833 residía en Badajoz, donde colaboró en el Diario de Badajoz y en el Boletín Oficial. En 1840 fundó en dicha ciudad el periódico Archivos de la Medicina Homeopática y casi cuarenta años después, en 1877, reanudó la publicación del mismo en Barcelona. Falleció el 15 de diciembre de 1882 en Barcelona.